# Basztowa Przełęcz
Basztowa Przełęcz (słow. Baštové sedlo, niem. Basteischarte, węg. Bástya-csorba) – przełęcz w słowackich Tatrach Wysokich oddzielająca Hlińską Turnię (2341 m) od znajdującej się w Grani Baszt Wielkiej Capiej Turni (2333 m). Po zachodniej stronie Basztowej Przełęczy piarżysty żleb opada do Koziego Kotła (Młynickiego Kotła) – górnej odnogi Doliny Młynickiej. Po stronie wschodniej z przełęczy opada do Dolinki Szataniej (odnoga Doliny Mięguszowieckiej) głęboki i bardzo kruchy żleb, w górnej części przechodzący w komin. Żlebem tym w 1905 r. przeszedł samodzielny (bez przewodników) zespół taterników, co na ówczesne czasy było dużym osiągnięciem.
Jest to wąska i głęboka przełęcz. Do Dolinki Szataniej opada z niej stromy komin o III stopniu w skali trudności dróg skalnych. Nieduże płaty zlodowaciałego śniegu zalegają w nim zwykle do późnego lata. Po raz pierwszy wejść na Basztową Przełęcz od Doliny Mięguszowieckiej udało się 23 sierpnia 1905 r. Zygmuntowi Klemensiewiczowi i Jerzemu Maślance. Jest to droga wspinaczkowa o skali trudności porównywalnej z przejściem Żabiego Konia. Günter Oskar Dyhrenfurth, który w 1907 przeszedł z towarzyszem z Capich Turni na Hlińską Turnię przez Basztową Przełęcz, nazwał ją modelowym przykładem tatrzańskiej szczerbiny.

## Taternictwo
Pierwsze wejścia
- letnie: Ernst Dubke, Hans Wirth, Johann Franz (senior), 9 lipca 1905 r.,
- zimowe: Sándor Mervay, Imre Teschler, Lajos Teschler, 1 kwietnia 1912 r.[6]

Drogi wspinaczkowe
1. Z Hińczowej Przełęczy przez wschodnią ścianę Hlińskiej Turni; I w skali tatrzańskiej, czas przejścia 30 min
2. Wschodnim zlebem, z Dolinki Szataniej; III, 2 godz. 30 min, bardzo krucho
3. Z Młynickiego Kotła; 0, od Wyżnich Kozich Stawów 30 min[3].

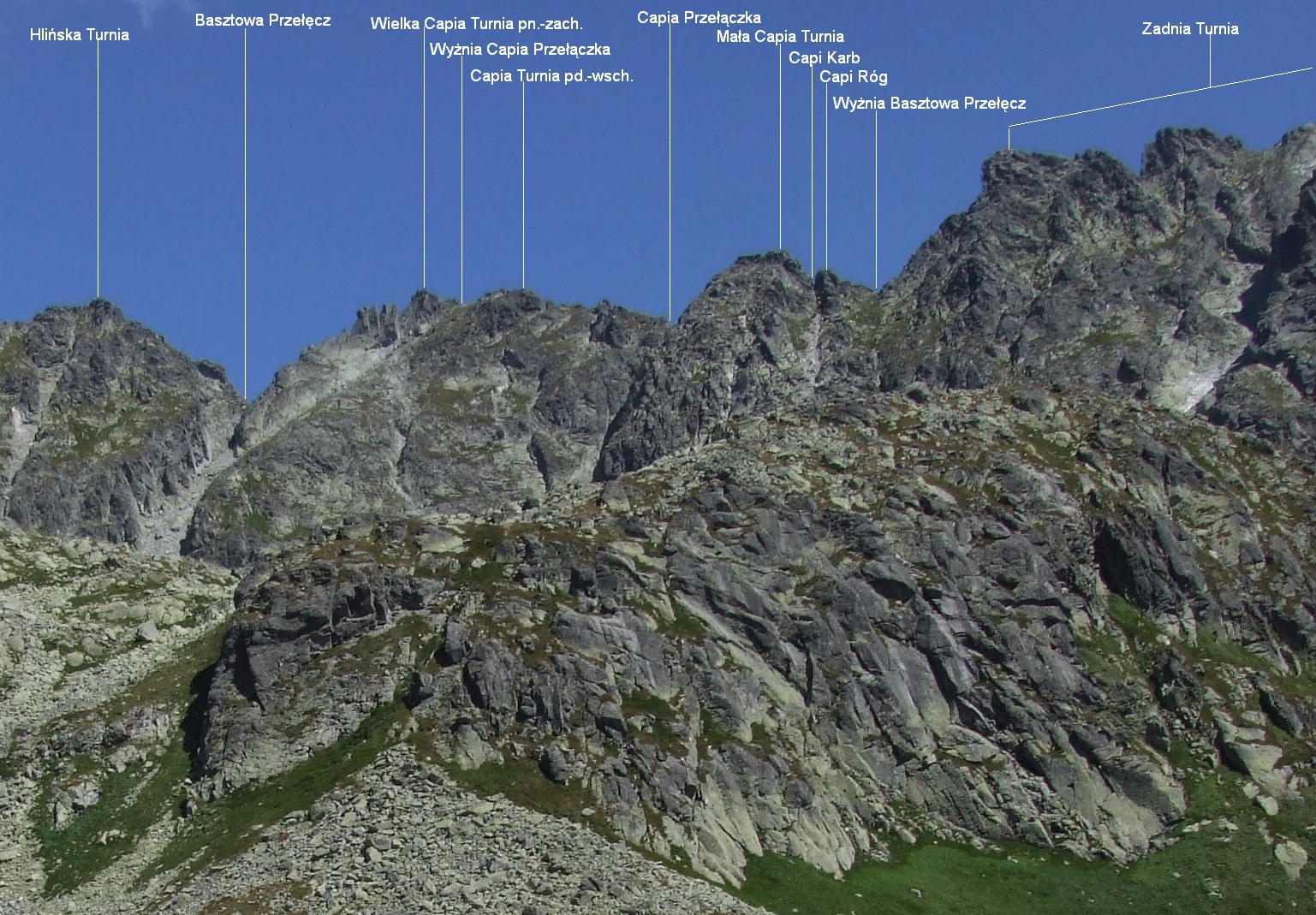
Widok z Doliny Młynickiej